# Kölcsönhatás
A kölcsönhatás olyan hatás, amikor két vagy több objektum hat egymásra. A kétirányúság nagyon fontos eleme a kölcsönhatásnak, ellentétben az egyirányú kauzális hatással. Sok egyszerű kölcsönhatás meglepő új jelenséghez vezethet. A különböző tudományokban a kölcsönhatás testre szabott jelentéssel bír.
Néhány alkalmi példa a tudományon kívül eső területekről:
- bármiféle kommunikáció, például két ember beszélgetése egymással, vagy a csoportok, szervezetek, nemzetek, államok közötti kommunikáció: kereskedelem, migráció, külföldi kapcsolatok, közlekedés, szállítás stb.
- egy gép – például számítógép vagy szerszám – működés közbeni visszajelzése, például egy vezető és autójának az úton való helyzete közötti kölcsönhatás: a vezető kormányzással hat erre a helyzetre, és szemmel kap visszajelzést róla.

## Kémia és gyógyszertan
A kémiában kölcsönhatás lehet például a sav-bázis, vagy a redoxi reakció. Ezek azért nevezhetőek kölcsönhatásnak, mert a bennük szereplő anyagok mindig hatnak egymásra, és megváltozik az állapotuk.

## Fizika
A fizikában egy kölcsönhatás egy fizikai objektum hatását jelenti egy másikra. A kérdéses objektum tömegpont, elemi részecske, kvantummező stb. lehet. A kölcsönhatás visszavezethető az alapvető kölcsönhatások valamelyikére, azaz az elektromágneses kölcsönhatásra, gyenge kölcsönhatásra, erős kölcsönhatásra vagy a gravitációra.